# Myers Brothers 250 1971
Myers Brothers 250 1971 var ett stockcarlopp ingående i Nascar Winston Cup Series (nuvarande Nascar Cup Series) som kördes 6 augusti 1971 på den 0,250 mile (402,3 meter) långa ovalbanan Bowman Gray Stadium i Winston-Salem i North Carolina. Totalt avverkades 62,5 miles (100,584 km) fördelat på 250 varv. Banunderlaget var asfalt. Loppet vanns av Bobby Allison i en Ford Mustang på tiden 1:23.47 körande för Melvin Joseph. Allisons snitthastighet var 44.792 mph. Prispotten uppgick till 8 375 dollar, varav 1 000 dollar gick till segraren.
Loppet är uppkallat efter Bobby Myers som omkom i en krasch på Darlington Raceway 2 september 1957 och hans äldre bror Billy Myers som dog i en hjärtinfarkt under ett lopp på Bowman Gray Stadium 12 april 1958.

## Resultat
| Plc     | Nr | Förare            | Team/ bilägare           | Konstruktör | Start | Varv | Ledda varv |
| ------- | -- | ----------------- | ------------------------ | ----------- | ----- | ---- | ---------- |
| 1       | 49 | Bobby Allison     | Melvin Joseph            | Ford        | 2     | 250  | 138        |
| 2       | 43 | Richard Petty     | Petty Enterprises        | Plymouth    | 1     | 250  | 112        |
| 3       | 14 | Jim Paschal       | Cliff Stewart Racing     | AMC Javelin | 3     | 249  | 0          |
| 4       | 87 | Buck Baker        | Buck Baker Racing        | Pontiac     | 9     | 247  | 0          |
| 5       | 11 | Dave Marcis       | James Rupe               | Chevrolet   | 15    | 244  | 0          |
| 6       | 55 | Tiny Lund         | Ronnie Hopkins           | Chevrolet   | 19    | 243  | 0          |
| 7       | 15 | Wayne Andrews     | Reid Shaw                | Ford        | 4     | 242  | 0          |
| 8       | 25 | Jabe Thomas       | Robertson Racing         | Plymouth    | 21    | 240  | 0          |
| 9       | 86 | David Ray Boggs   | David Ray Boggs          | Pontiac     | 17    | 238  | 0          |
| 10      | 30 | Walter Ballard    | Ballard Racing           | Ford        | 18    | 238  | 0          |
| 11      | 10 | Bill Champion     | Champion Racing          | Ford        | 16    | 234  | 0          |
| 12      | 2  | Randy Hutchison   | Warren Prout             | Chevrolet   | 22    | 230  | 0          |
| 13      | 70 | J.D. McDuffie     | McDuffie Racing          | Mercury     | 14    | 225  | 0          |
| 14      | 44 | Ken Rush          | Johnny Wheeler           | Chevrolet   | 5     | 117  | 0          |
| 15      | 64 | Elmo Langley      | Langley-Woodfield Racing | Mercury     | 12    | 109  | 0          |
| 16      | 21 | Tommy Andrews     | Tommy Andrews            | Ford        | 7     | 103  | 0          |
| 17      | 8  | Ed Negre          | Negre Racing             | Ford        | 26    | 97   | 0          |
| 18      | 06 | Neil Castles      | Neil Castles             | Dodge       | 25    | 94   | 0          |
| 19      | 28 | Bill Hollar       | Brooks Racing            | Ford        | 28    | 86   | 0          |
| 20      | 41 | Ken Meisenhelder  | Ken Meisenhelder         | Chevrolet   | 20    | 56   | 0          |
| 21      | 96 | Richard Childress | Garn Racing              | Chevrolet   | 29    | 40   | 0          |
| 22      | 48 | James Hylton      | Hylton Engineering       | Ford        | 8     | 38   | 0          |
| 23      | 79 | Frank Warren      | Warren Racing            | Dodge       | 10    | 18   | 0          |
| 24      | 24 | Cecil Gordon      | Gordon Racing            | Mercury     | 11    | 13   | 0          |
| 25      | 34 | Wendell Scott     | Scott Racing             | Ford        | 24    | 9    | 0          |
| 26      | 26 | Earl Brooks       | Brooks Racing            | Ford        | 6     | 8    | 0          |
| 27      | 73 | Jerry Churchill   | Churchill Motorsports    | Ford        | 27    | 3    | 0          |
| 28      | 45 | Bill Seifert      | Seifert Racing           | Ford        | 13    | 1    | 0          |
| 29      | 74 | Bill Shirey       | Bill Shirey              | Plymouth    | 23    | 1    | 0          |
| Källor: |    |                   |                          |             |       |      |            |